# Кусейр-Амра
Каср-Амра (араб. قصر عمرة), часто Кусейр-Амра або Кусайр-Амра, є найвідомішою з фортець пустелі, що розташована в сучасній східній Йорданії.
Побудований на початку VIII століття, цей комплекс будівель в пустелі був одночасно фортецею зі своїм гарнізоном та резиденцією халіфів із династії Омеядів. Найціннішими в цьому прекрасному невеликому палаці є зал прийомів і лазня — «хаммам». Обидві будови багато прикрашені фігурними розписами, що представляють світське мистецтво того часу.
Приблизно за 40 км на захід від Ель-азрака знаходиться замок Каср-Амра, побудований між 705 і 715 рр. за наказом халіфа Валіда I.
Це порівняно невеликий мисливський палац з маленькими, але численними залами і кімнатами, стіни яких місцями зовсім прикрашені ретельно виконаними фресками, що робить його цікавим зразком середньовічного мистецтва.